# Corsham
Corsham – miasto w Wielkiej Brytanii, w Anglii w hrabstwie Wiltshire położone na południowym wschodzie wzgórz Cotswolds przy autostradzie M4, między Bath a Chippenham. Przez miasto przebiega linia kolejowa Bristol Temple Meads - Londyn. Miasto zamieszkuje ok. 12 tys. osób.

## Historia
Pojawia się już w Domesday Book z roku 1086 jako Cosseham. W średniowieczu miasto było ośrodkiem handlu wełną. Po upadku tej branży, miasto prosperowało dzięki kamieniołomom eksploatowanym dla wapienia o charakterystycznej złotej barwie, zwanego Bath Stone. 

## Miasta partnerskie
- Jargeau - od 1981[3]